# Laurell K. Hamilton
Laurell Kaye Hamilton (ur. 19 lutego 1963) – amerykańska autorka horrorów, słynąca z cyklu o Anicie Blake (pogromczyni wampirów) i Merry Gentry (księżniczce elfów sidhe).

### Cykle

#### CyklAnita Blake
- 1993 – Grzeszne rozkosze (Guilty Pleasures)
- 1994 – Uśmiechnięty nieboszczyk (The Laughing Corpse)
- 1995 – Cyrk potępieńców (Circus of the Damned)
- 1996 – Kafejka u lunatyków (The Lunatic Cafe)
- 1996 – Trupia główka (Bloody Bones)
- 1997 – Taniec śmierci (The Killing Dance)
- 1998 – Całopalne ofiary (Burnt Offerings)
- 1998 – Druga Pełnia (Blue Moon)
- 2000 – Obsydianowy motyl (Obsidian Butterfly)
- 2001 – Narcyz spętany (Narcissus in Chains)
- 2003 – „Niebiańskie grzechy” (Cerulean Sins)
- 2004 – Incubus Dreams
- 2006 – Micah
- 2006 – Danse Macabre
- 2007 – The Harlequin
- 2008 – Blood Noir
- 2009 – Skin Trade
- 2010 – Flirt
- 2010 – Bullet
- 2011 – Hit List
- 2012 – Kiss the Dead
- 2013 – Affliction
- 2014 – Jason
- 2015 – Dead Ice
- 2016 – Crimson Death

#### CyklMeredith „Merry” Gentry
- 2000 – Pocałunek ciemności (A Kiss of Shadows)
- 2002 – Pieszczota nocy (A Caress of Twilight)
- 2004 – Dotknięcie mroku (Seduced by Moonlight)
- 2005 – Śmierć o północy (A Stroke of Midnight)
- 2006 – Pocałunek Mistrala (Mistral’s Kiss)
- 2007 – Odrobina Mrozu (A Lick of Frost)
- 2008 – Podążając za ciemnością (Swallowing Darkness)
- 2009 – Boskie wykroczenia (Divine Misdemeanors)
- 2014 – A Shiver of Light

### Pozostałe powieści
- 1992 – Nightseer
- 1992 – Nightshade
- 1995 – Death of a Darklord

### Zbiory opowiadań
- 2006 – Strange Candy
- 2007 – Micah and Strange Candy